# 利根郡信用金庫
利根郡信用金庫（とねぐんしんようきんこ、英語：Tonegun Shinkin Bank）は、群馬県沼田市に本店を置く信用金庫である。

## 沿革
- 1916年（大正5年）5月25日 - 有限責任利根信用組合を設立する。
- 1945年（昭和20年）4月 - 沼田信用組合に改組する。
- 1951年（昭和26年）11月 - 信用金庫法に基づき、利根郡信用金庫となる。
- 1954年（昭和29年）4月 - 利根郡沼田町が周辺の4村と合併して市制施行により沼田市が発足する。
  - 沼田市発足から現在に至るまで信用金庫の名称変更は行われていない。